# NGC 7418A
NGC 7418A is een spiraalvormig sterrenstelsel in het sterrenbeeld Kraanvogel. Het hemelobject werd op 30 augustus 1834 ontdekt door de Britse astronoom John Herschel.

## Synoniemen
- ESO 406-27
- MCG -6-50-11B
- PGC 70075